# Palacio Stróganov

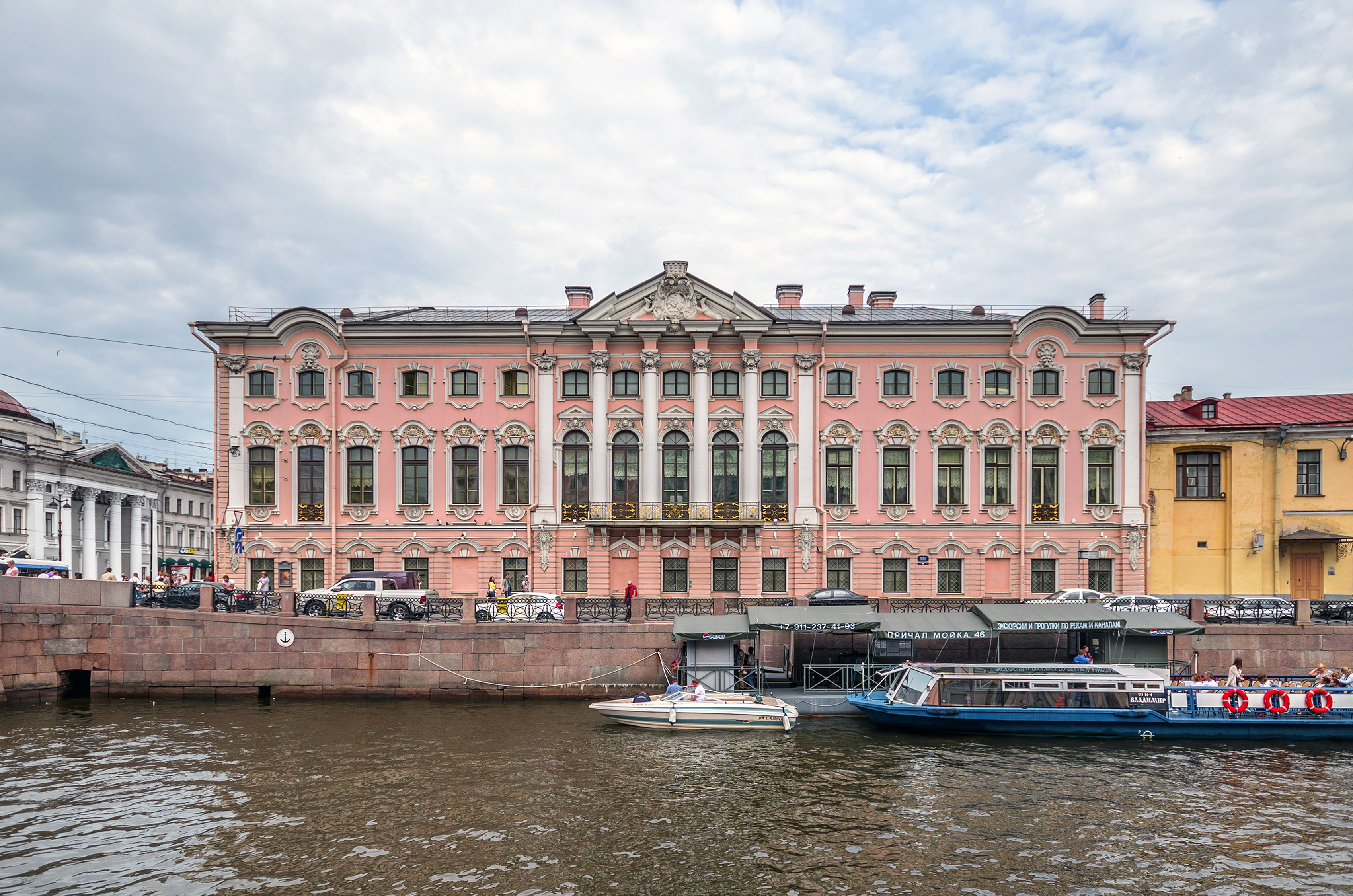
Vista del palacio Stróganov desde el malecón del Moika

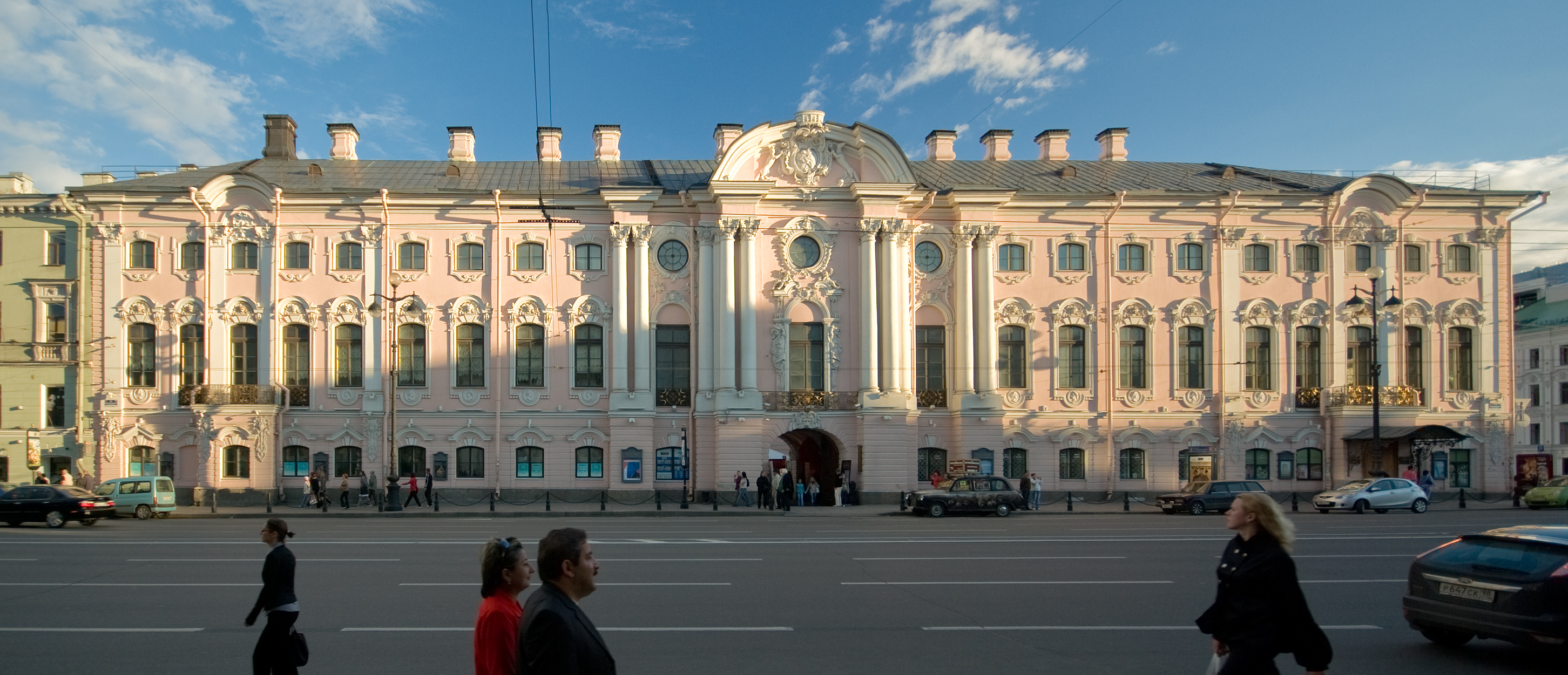
Vista del palacio Stróganov desde la perspectiva Nevsky

El palacio Stróganov (del ruso: Строгановский дворец) es un palacio en estilo barroco tardío en la intersección del río Moika y la Nevsky Prospekt, en San Petersburgo, Rusia. El palacio fue construido por Bartolomeo Rastrelli y diseñado para el barón Serguéi Grigóriyevich Stróganov en 1753-1754. Los interiores fueron remodelados por Andréi Voronijin a finales del siglo XVIII y principios del siglo XIX. Más tarde, fue parcialmente redecorado en un estilo histórico por Harald von Bosse y otros maestros hasta finales del siglo XIX. En la actualidad, el palacio es parte del Museo Ruso. La planta principal conduce poco a poco a la exposición conmemorativa. La parte de la planta principal lindante con el río se utiliza como Centro de convenciones.

## Historia

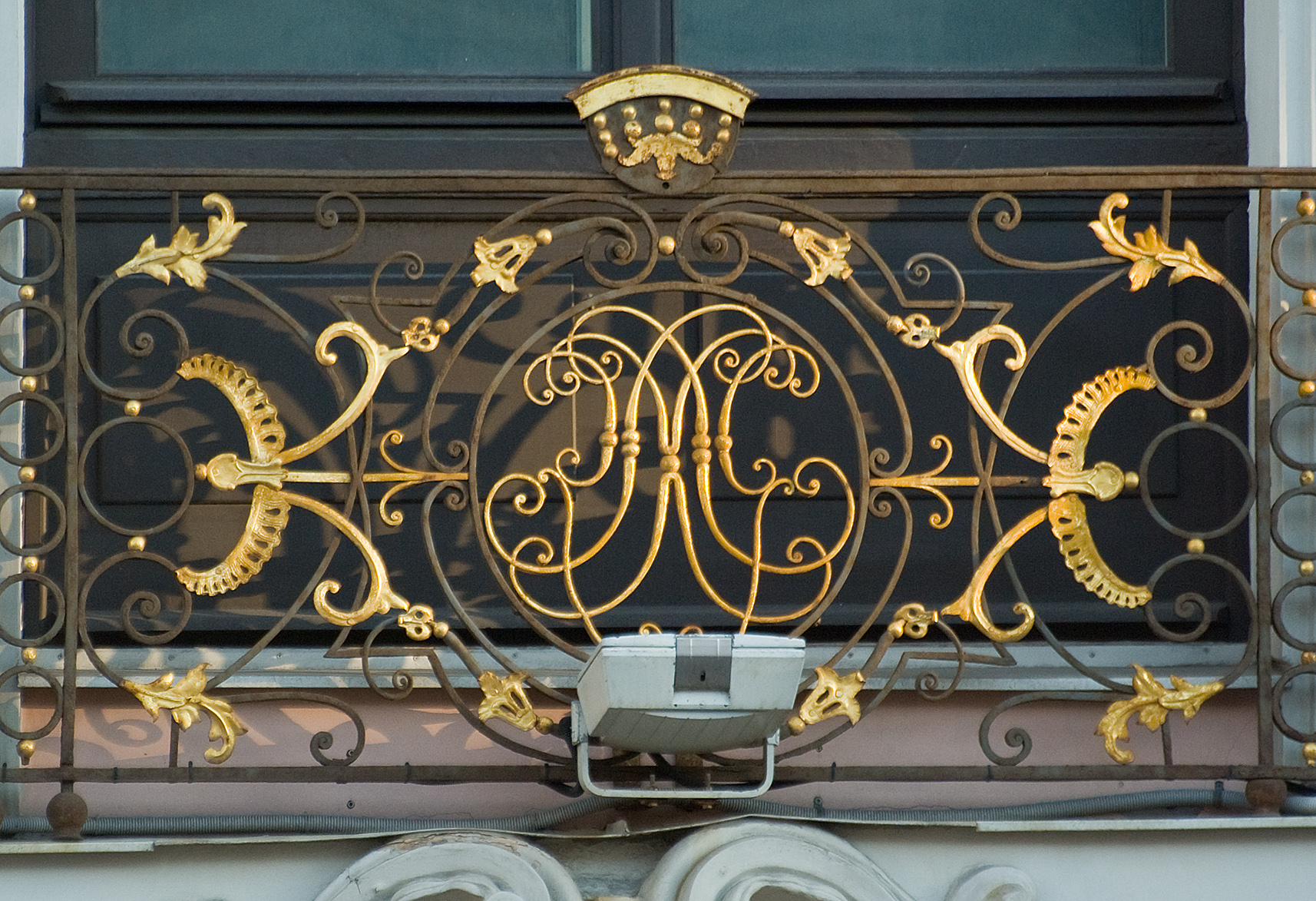
Las iniciales del primer propietario.

La primera casa de los Stróganov fue construida en el mismo lugar probablemente en la década de 1720. Se construyó en una sola planta. El arquitecto Mijaíl Zemtsov en la década de 1740 erigió la casa en dos alturas. 
En 1752 el barón Serguéi Stróganov encargó el diseño del palacio al arquitecto italiano Francesco Rastrelli, que en ese momento estaba trabajando en la ampliación del Palacio de Catalina y construyendo el Convento Smolny para Isabel I de Rusia. Debido a que los Stróganov eran la familia más rica de toda Rusia y estaban emparentados con la zarina, Rastrelli no podía rechazar el encargo y rápidamente preparó el diseño de la casa.
Como el palacio Vorontsov (también diseñado por Rastrelli para un pariente político de los Stróganov Mijaíl Vorontsov), el palacio Stróganov no se construyó rápidamente. La escalera principal, decorada con esculturas de mármol da paso al elegante Gran Salón, en el cual se encuentran pinturas de Giuseppe Valeriani (Roma, 1708? - San Petersburgo, 1761), un artista veneciano. Después del fallecimiento de Serguéi Stróganov en 1756, la decoración fue terminada por su hijo Aleksandr en 1760. En unos pocos años, la nueva zarina, Catalina II de Rusia, introdujo la estética neoclásica. El estilo también fue defendido por Aleksandr Stróganov, que fue nombrado presidente de la Academia Imperial de las Artes en 1800.

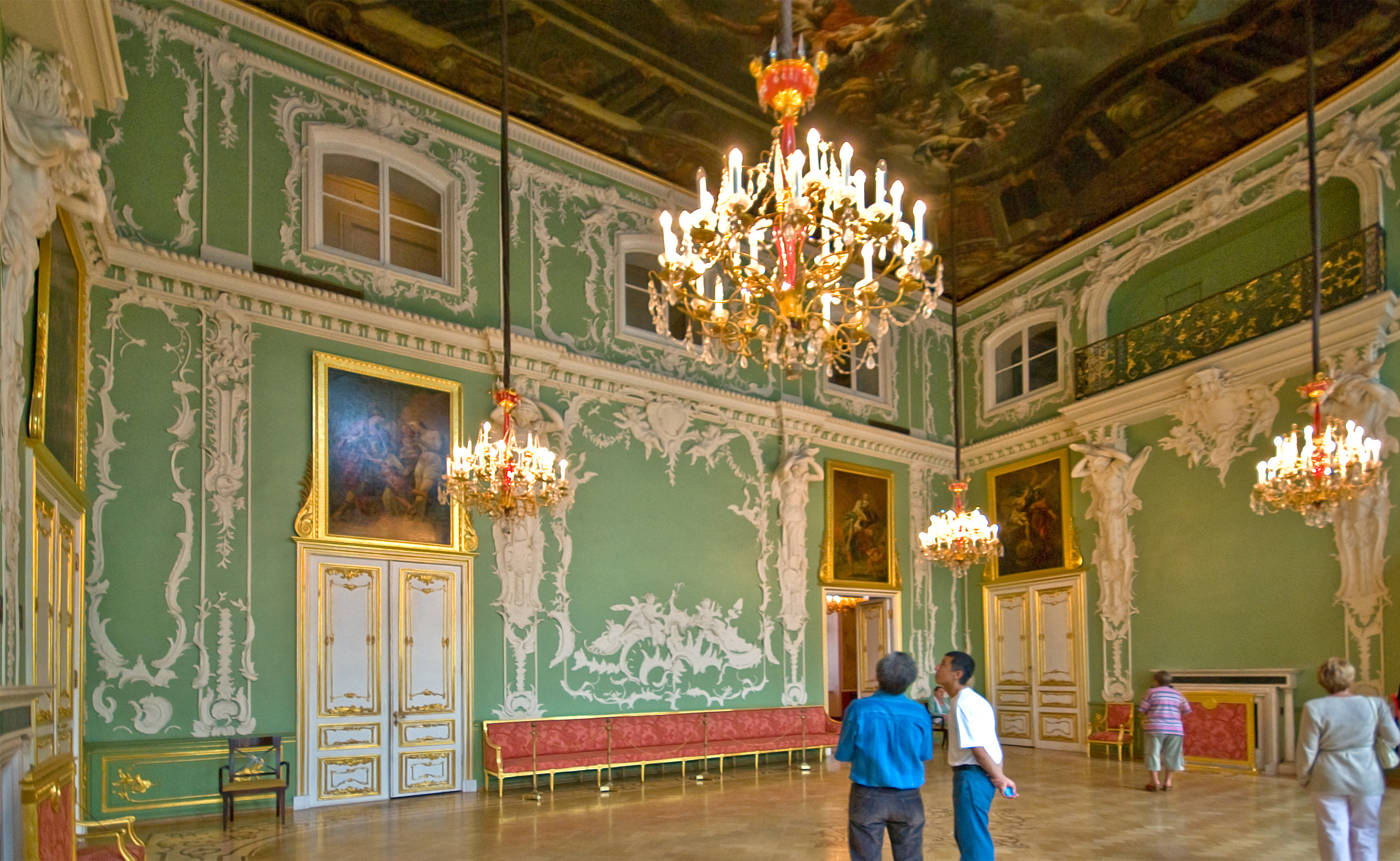
Gran Salón

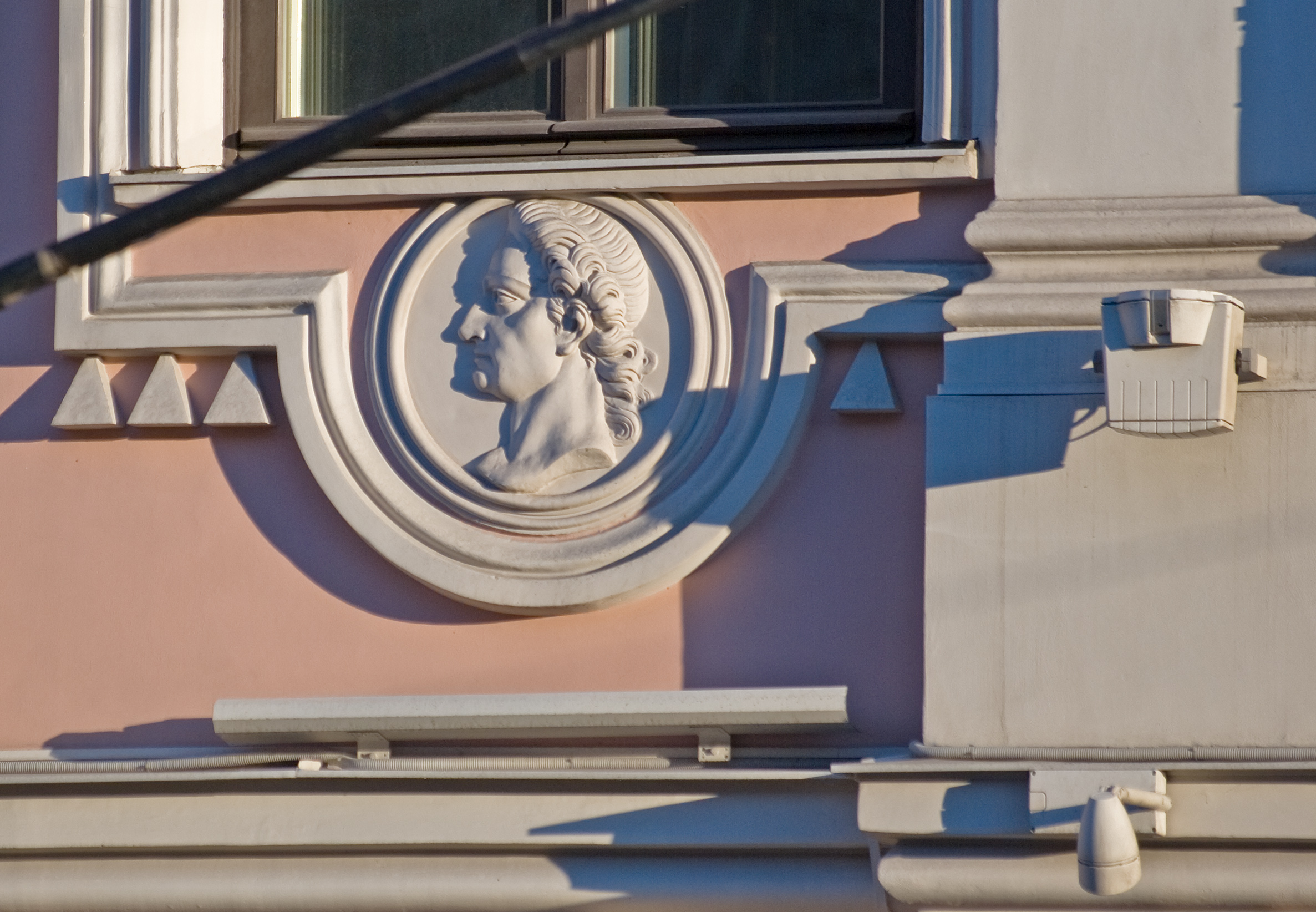
Quién es este hombre - Stróganov o Rastrelli?

Entre 1790 y 1810, el arquitecto Andréi Voronijin estuvo encargado reacondicionar los interiores adaptándolos al estilo neoclásico. La madre de Voronijin fue sierva de la familia Stróganov, y se rumoreaba que su padre fue el mismo Aleksandr Stróganov. Las principales habitaciones hechas por Voronijin fueron el gabinete de minerales, la galería de pinturas, la biblioteca y el gabinete de curiosidades para Aleksandr Stróganov. Sólo se mantiene la pequeña sala de dibujo. 
Después de que Aleksandr Stróganov falleciese en 1811, el palacio pasó a su hijo Pável. Pável Stróganov tuvo cuatro hijas, pero su único hijo murió en la Batalla de Craonne. Él estableció un mayorazgo Stróganov, es decir, que las propiedades no eran divisibles y debían pasar el miembro mayor de la familia. Esta situación se mantuvo hasta 1919 cuando el último conde Serguéi Stróganov vendió sus derechos de mayorazgo. La nueva estancia fue decorada para Aglaida Pávlovna Stróganova por Carlo Rossi en 1820 (más tarde desapareció totalmente). Después de la Revolución de Octubre en 1917, los restantes Stróganov emigraron de Rusia, y el palacio fue nacionalizado. La familia está extinta en la actualidad.
Los soviéticos declararon el palacio como el museo nacional donde se mostraba el estilo de vida de la nobleza rusa. En 1929, el museo se desmanteló y muchas de las obras que albergaba (incluyendo pinturas de la realeza y objetos de arte) fueron llevadas al Museo del Hermitage. El palacio albergó un instituto botánico. El Ministerio de Marina ocupó el edificio durante medio siglo, comenzando en 1939.
En 1988 el palacio fue cedido al Museo Ruso y se convirtió en la sede de algunas exposiciones. El edificio, que estaba en estado ruinoso, fue objeto de una restauración minuciosa que desde 1991 se está llevando a cabo. Retomando el diseño original del arquitecto Rastrelli, se ha pintado de color rosa pálido (frente al color verde oscuro que mantuvo a mediados del siglo XX). El palacio es una de las pocas estructuras barrocas que se mantiene en su aspecto original en la Nevsky Prospekt.

## Arquitectura

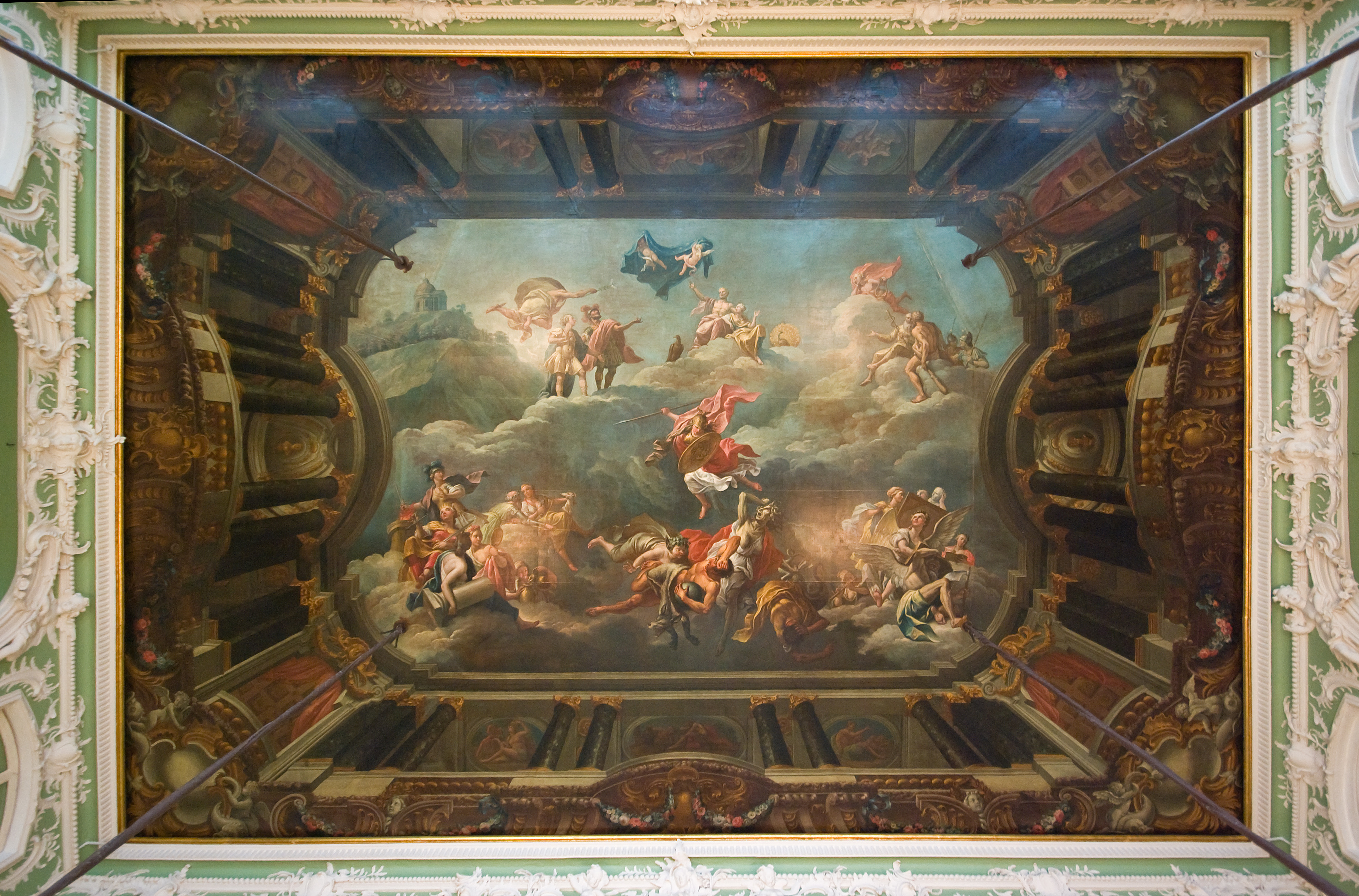
Techo de Giuseppe Valeriani

La fachada del edificio se orienta hacia la perspectiva Nevsky. El arco de la entrada está sujeto por dos grandes columnas Corintias. El arco está coronado por el escudo de armas de los Stróganov. El espacio entre dos ventanas de la fachada del palacio Stróganov alberga el perfil de un hombre, el cual levanta curiosidad sobre su identificación. Según una primera versión, el hombre es el primer propietario del palacio, el barón Serguéi Stróganov, al cual Rastrelli quería sorprender. Sin embargo, muchos historiadores reclaman que el famoso arquitecto dejó su propia impronta en los muros del palacio. Hay otra versión que indica que Rastrelli decidió ponerlo como una forma original de conmemorar su trabajo.

## Galería de imágenes

Palacio Stróganov
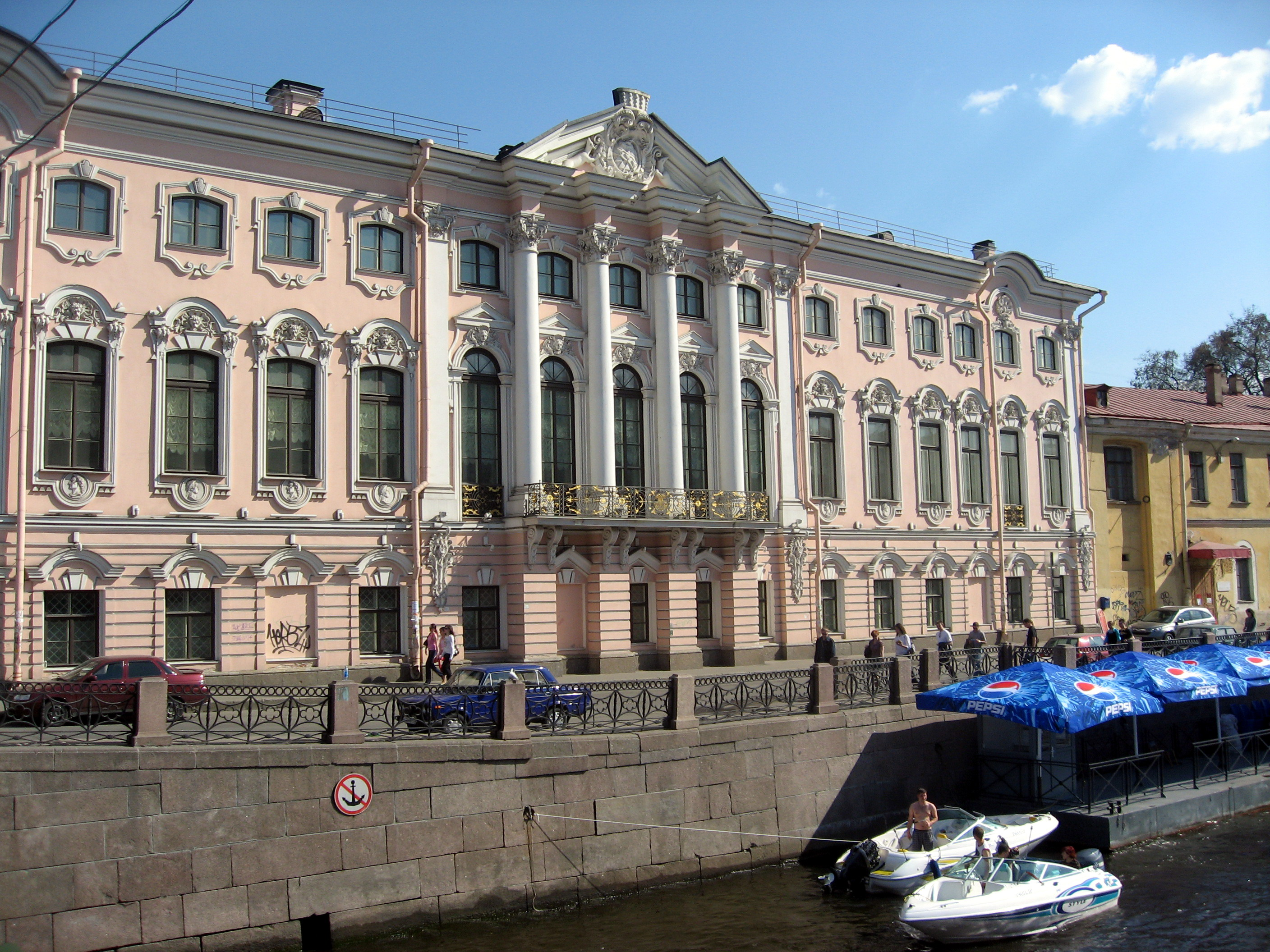
Fachada al río Moika
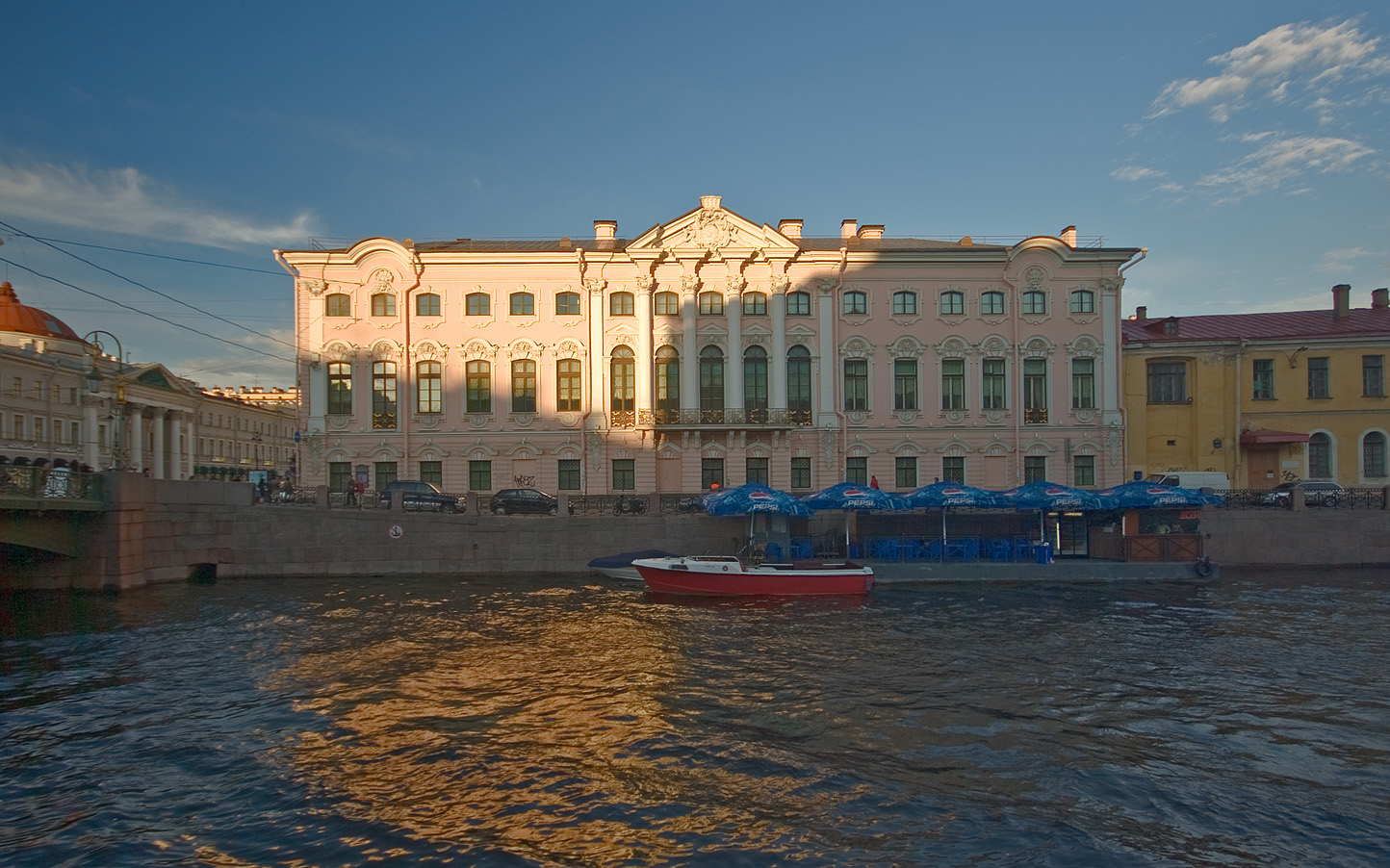
Vista del palacio desde el puente verde
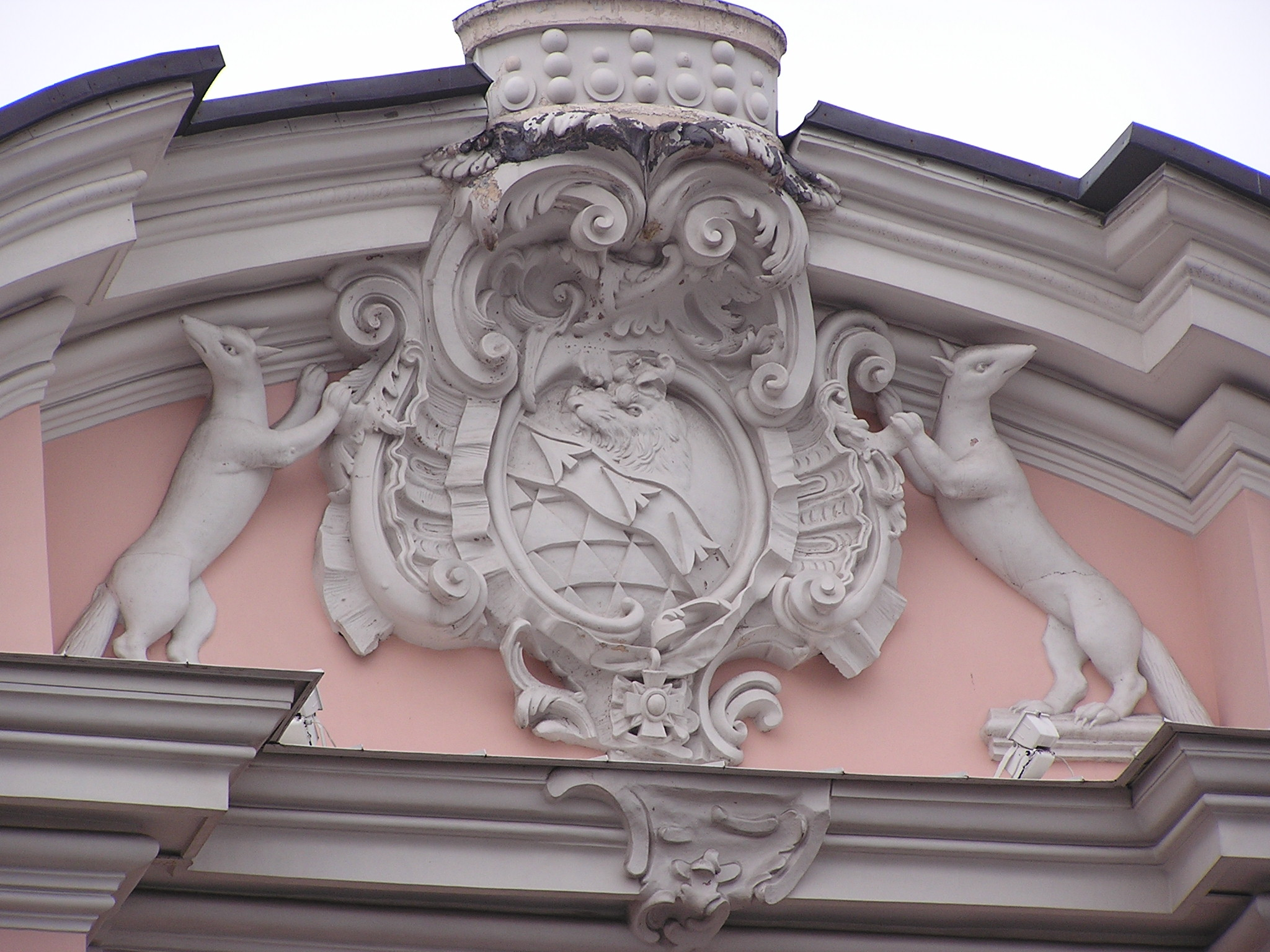
Escudo de armas de los Stróganov
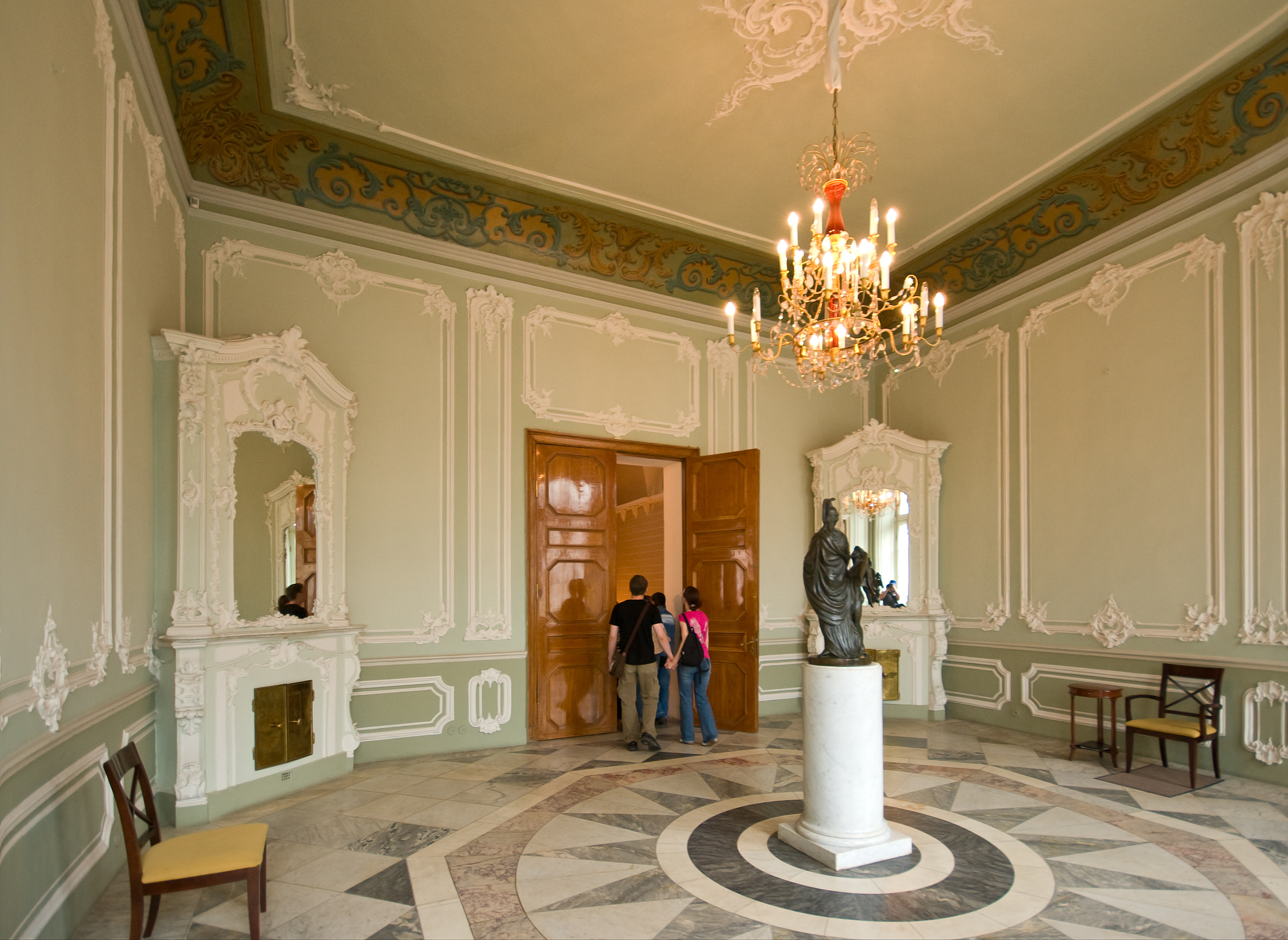
El denominado Nuevo Vestíbulo
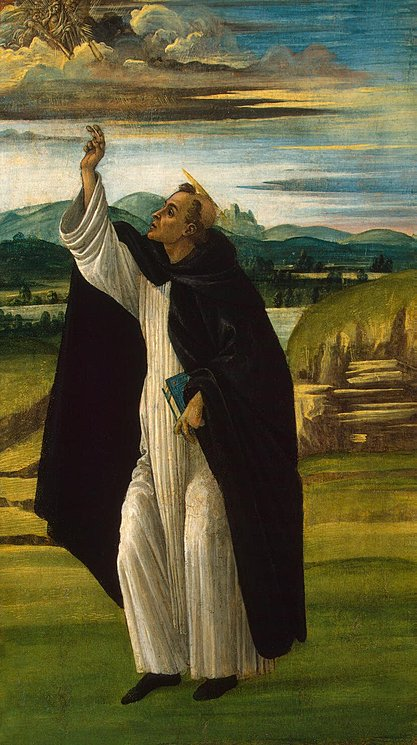
Una pintura de Botticelli en el palacio Stróganov